# Équipe de Grande-Bretagne espoirs de cyclisme sur route
L'équipe de Grande-Bretagne espoirs de cyclisme sur route est l'équipe nationale des moins de 23 ans de cyclisme sur route. La sélection représente la Grande-Bretagne aux championnats du monde sur route espoirs. Elle participe également aux épreuves espoirs de l'UCI Coupe des Nations U23 qui regroupent des courses d'un jour, par étapes et des championnats de cyclisme continentaux. 

## Sélectionneurs
- ?-2012 : Chris Newton
- 2013- Keith Lambert

## Palmarès

### Championnats du monde espoirs
| Édition | Médaille | Coureur         | Épreuve                  |
| ------- | -------- | --------------- | ------------------------ |
| 2007    | Bronze   | Jonathan Bellis | Course en ligne espoirs  |
| 2011    | Bronze   | Andrew Fenn     | Course en ligne espoirs  |
| 2019    | Bronze   | Tom Pidcock     | Course en ligne espoirs  |
| 2022    | Bronze   | Leo Hayter      | Contre-la-montre espoirs |

### Coupe des nations espoirs
| Édition | Classement | Victoires | Détail                                                                 |
| ------- | ---------- | --------- | ---------------------------------------------------------------------- |
| 2007    | -          |           |                                                                        |
| 2008    | -          |           |                                                                        |
| 2009    | 14e        | 1         | ZLM Tour (Luke Rowe)                                                   |
| 2010    | 17e        |           |                                                                        |
| 2011    | 4e         | 1         | ZLM Tour (Luke Rowe)                                                   |
| 2012    | 27e        |           |                                                                        |
| 2013    | 2e         |           |                                                                        |
| 2014    | 10e        |           |                                                                        |
| 2015    | 12e        |           |                                                                        |
| 2016    | 4e         |           |                                                                        |
| 2017    | 5e         | 2         | Gand-Wevelgem espoirs (Jacob Hennessy), ZLM Tour (Christopher Lawless) |
| 2018    | 8e         |           |                                                                        |
| 2019    | 9e         |           |                                                                        |
| 2020    | 10e        |           |                                                                        |
| 2021    | 11e        |           |                                                                        |
| 2022    | 8e         |           |                                                                        |
| 2023    | 4e         |           |                                                                        |
| 2024    | 5e         | 1         | Tour de l'Avenir (Joseph Blackmore)                                    |

### Championnats d'Europe espoirs
| Édition | Médaille | Coureur          | Épreuve                  |
| ------- | -------- | ---------------- | ------------------------ |
| 1999    | Argent   | Charles Wegelius | Contre-la-montre espoirs |
| 2010    | Or       | Alex Dowsett     | Contre-la-montre espoirs |